# Rudolf van Anhalt-Zerbst
Rudolf van Anhalt-Zerbst (Harzgerode, 28 oktober 1576 - Zerbst, 20 augustus 1621) was de vijfde zoon van Joachim Ernst van Anhalt  en Eleonora van Württemberg.
Na de dood van hun vader Joachim Ernst, bleef Johan George, als oudste en enige meerderjarige, over gans vorstendom Anhalt regeren in naam van zijn jongere broers en halfbroers Christiaan I, Lodewijk I, August, Rudolf en Johan Ernst die overleed in 1601. In 1603 sloten zij een verdelingsverdrag dat in 1606 werd uitgevoerd waarna het vorstendom  onder de resterende zonen verdeeld werd
Bij de verdeling van Anhalt verkreeg Rudolf Anhalt-Zerbst en in 1606 nam hij het bestuur van zijn vorstendom op.
Hij was gehuwd met:
- Dorthea Hedwig van Brunswijk-Wolfenbüttel (1587-1609), dochter van hertog Hendrik Julius van Brunswijk-Wolfenbüttel
- Magdalena van Oldenburg (1585-1657), dochter van graaf Johan XVI van Delmenhorst,

en was vader van:
- Sophia Dorothea (1607-1643), gehuwd met hertog August van Brunswijk-Lüneburg (1579-1666)
- Eleonora (1608-1681), gehuwd met hertog Frederik van Sleeswijk-Holstein-Sonderburg in Norburg (1581-1658)
- Elisabeth (1619-1637)
- Johan V (1621-1667).